# Poʻopoʻo
Poʻopoʻo ist eine kleine, unbewohnte Insel unmittelbar vor der Südküste Lānaʻis im Archipel von Hawaii. Administrativ gehört die Insel zum Maui County.
Das bis zu 18 m hohe Eiland mit markantem Plateau ist etwa 170 m lang, 70 m breit und weist eine Fläche von knapp einem Hektar auf. Zwei Arten an Seevögeln brüten auf ihr: Der Bulwersturmvogel (Bulweria bulweri) und der Keilschwanz-Sturmtaucher (Puffinus pacificus, hawaiisch: ʻuaʻu kani oder hōʻio). An Pflanzen hat das eingeschleppte Wimper-Stachelgras (Cenchrus ciliaris, auch „Büffelgras“ genannt) indigene und seltene Pflanzen wie Portulaca sclerocarpa, eine Art der Portulake oder Scaevola coriacea, eine Art der Fächerblumen vollständig verdrängt. Poopoo ist, wie viele weitere kleine Inseln Hawaiis auch, ein Hawaii State Seabird Sanctuary (Vogelschutzgebiet) und darf nicht betreten werden.